# Westfalenbahn
Die WestfalenBahn GmbH (WFB) ist ein 2005 gegründetes deutsches Eisenbahnverkehrsunternehmen mit Sitz in Bielefeld, welches sich vollständig im Besitz der BeNEX befindet. Das Unternehmen betreibt Schienenpersonennahverkehre in Niedersachsen und angrenzenden Gebieten von Nordrhein-Westfalen.
Aufgrund anhaltender Verluste beantragte die seinerzeitige Muttergesellschaft Abellio im Juni 2021 ein Schutzschirmverfahren nach dem deutschen Insolvenzrecht. Die damit beabsichtigte Sanierung in Eigenverwaltung wurde seit dem 1. Oktober 2021 im Hauptverfahren weitergeführt.
Zunächst wurde für den Betrieb der WestfalenBahn mit den ÖPNV-Aufgabenträgern unter Federführung der Landesnahverkehrsgesellschaft Niedersachsen (LNVG) eine Fortführungsvereinbarung bis Ende März 2022 geschlossen. Im November 2021 wurde bekanntgegeben, dass die Westfalenbahn bis zum Ende der Vertragslaufzeit das Netz weiter betreibt und Abellio alleiniger Gesellschafter bleibt. Im März 2022 wurde das Schutzschirmverfahren über die WestfalenBahn GmbH aufgehoben. 2024 wurde vereinbart, dass BeNEX Abellio in Deutschland von den Nederlandse Spoorwegen übernimmt.

## Gesellschafter
Am Unternehmen waren bei der Gründung vier Gesellschaften zu je 25 Prozent beteiligt, wobei es sich abgesehen von Abellio bei allen Teilhabern um kommunale Unternehmen handelt:
- Abellio GmbH, Berlin
- Mindener Kreisbahnen GmbH, Minden
- moBiel GmbH, Bielefeld
- Verkehrsbetriebe Extertal GmbH, Extertal

Am 12. Juli 2017 wurde bekannt gegeben, dass das Unternehmen vollständig von Abellio übernommen wurde, da für die kommunalen Betriebe sonst eine Ausschreibungspflicht für ihre Stadtverkehre bestehen würde.
Bei der Gründung der WestfalenBahn 2005 war Abellio noch Tochter der Essener Versorgungs- und Verkehrsgesellschaft mbH (EVV), die Westfalenbahn damit ein rein kommunales Unternehmen, das aber im gleichen Jahr teilweise verkauft wurde.

## Betrieb

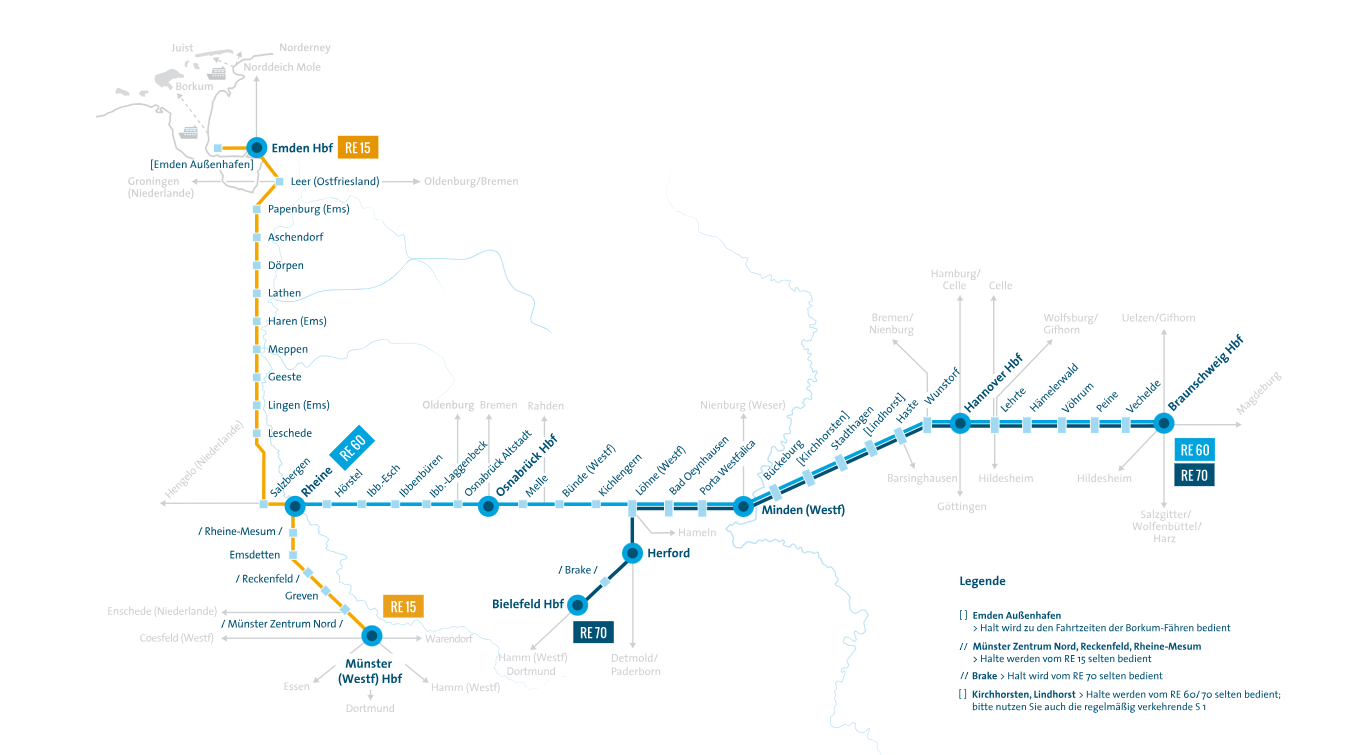
Netz der WestfalenBahn (seit Dez. 2017)

### Emsland-Express
Im Dezember 2015 übernahm die Westfalenbahn für fünfzehn Jahre den zuvor von der DB Regio betriebenen Regional-Express auf der Emslandstrecke zwischen Emden und Münster. Eingesetzt werden fünfzehn Flirt, die von der Stadler Pankow GmbH gefertigt wurden.
| Linie | Name            | Zuglauf                                              | KBS | Vertragslaufzeit      |
| ----- | --------------- | ---------------------------------------------------- | --- | --------------------- |
| RE 15 | Emsland-Express | Emden – Leer – Papenburg – Lingen – Rheine – Münster | 395 | Dez. 2015 – Dez. 2030 |

### Mittelland
Ebenfalls übernahm die Westfalenbahn für fünfzehn Jahre im Dezember 2015 die Regional-Express-Züge von Braunschweig über Hannover nach Rheine und Bielefeld, die zuvor von der DB Regio betrieben wurden. Eingesetzt werden dreizehn sechsteilige Doppelstocktriebzüge, die von der Stadler Pankow GmbH gefertigt wurden.
| Linie | Name                | Zuglauf                                                                         | KBS | Vertragslaufzeit      |
| ----- | ------------------- | ------------------------------------------------------------------------------- | --- | --------------------- |
| RE 60 | Ems-Leine-Express   | Braunschweig – Peine – Lehrte – Hannover – Minden – Löhne – Osnabrück – Rheine  |     | Dez. 2015 – Dez. 2030 |
| RE 70 | Weser-Leine-Express | Braunschweig – Peine – Lehrte – Hannover – Minden – Löhne – Herford – Bielefeld |     | Dez. 2015 – Dez. 2030 |

### Ehemaliger Betrieb

Netz der Westfalenbahn (2012)

| Linie | Name               | KBS           | Zuglauf                                       | Vertragslaufzeit      | Neuer Betreiber |
| ----- | ------------------ | ------------- | --------------------------------------------- | --------------------- | --------------- |
| RB 61 | Wiehengebirgs-Bahn | 375, 368, 370 | Bielefeld – Osnabrück – Rheine – Bad Bentheim | Dez. 2007 – Dez. 2017 | eurobahn        |
| RB 65 | Ems-Bahn           | 410           | Rheine – Münster                              | Dez. 2007 – Dez. 2017 | eurobahn        |
| RB 66 | Teuto-Bahn         | 385           | Osnabrück – Münster                           | Dez. 2007 – Dez. 2017 | eurobahn        |
| RB 72 | Ostwestfalen-Bahn  | 405           | Herford – Detmold – Altenbeken – Paderborn    | Dez. 2007 – Dez. 2017 | eurobahn        |

## Fahrzeuge

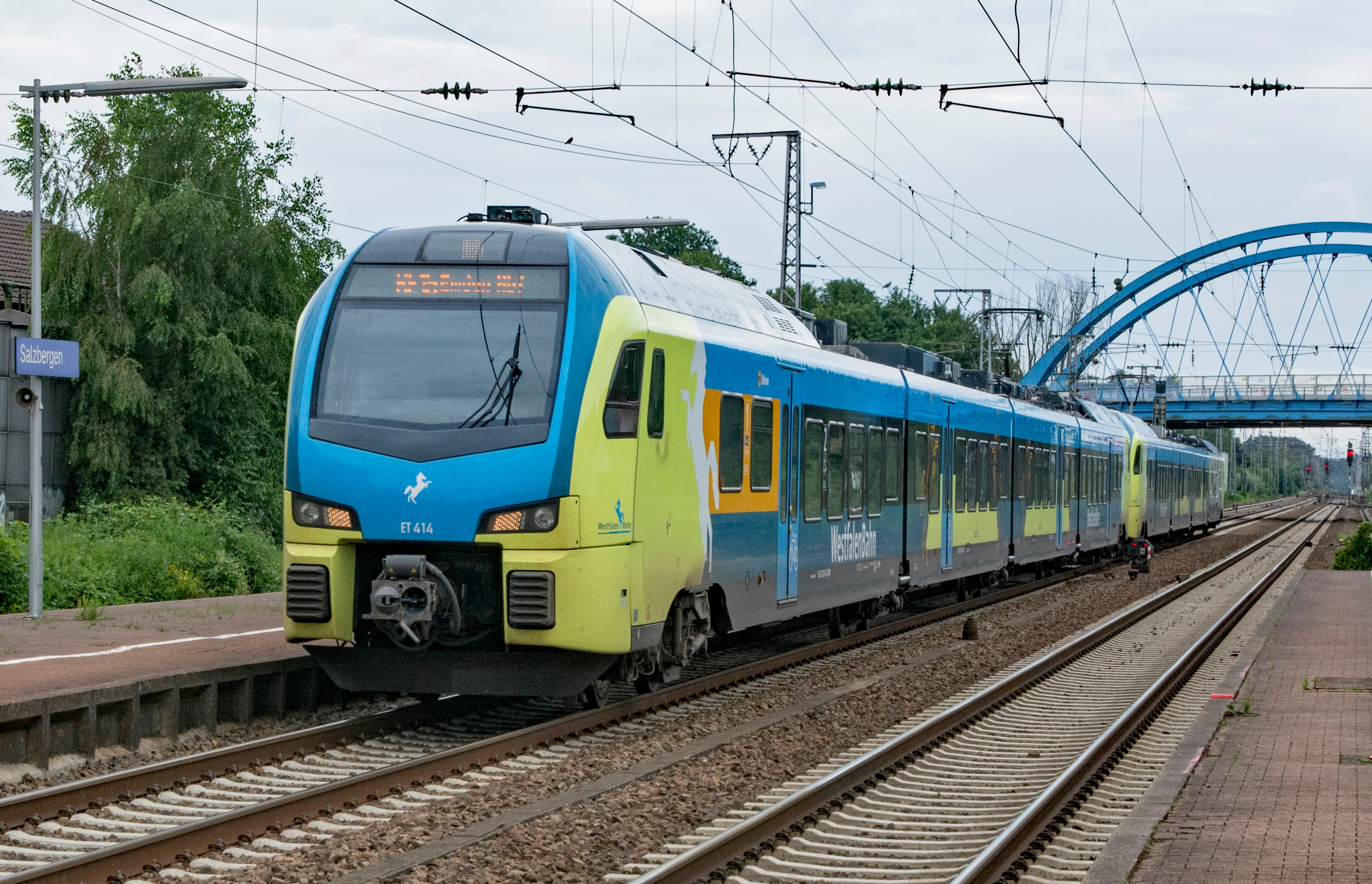
Triebzug ET 414 der Westfalenbahn als RE 15

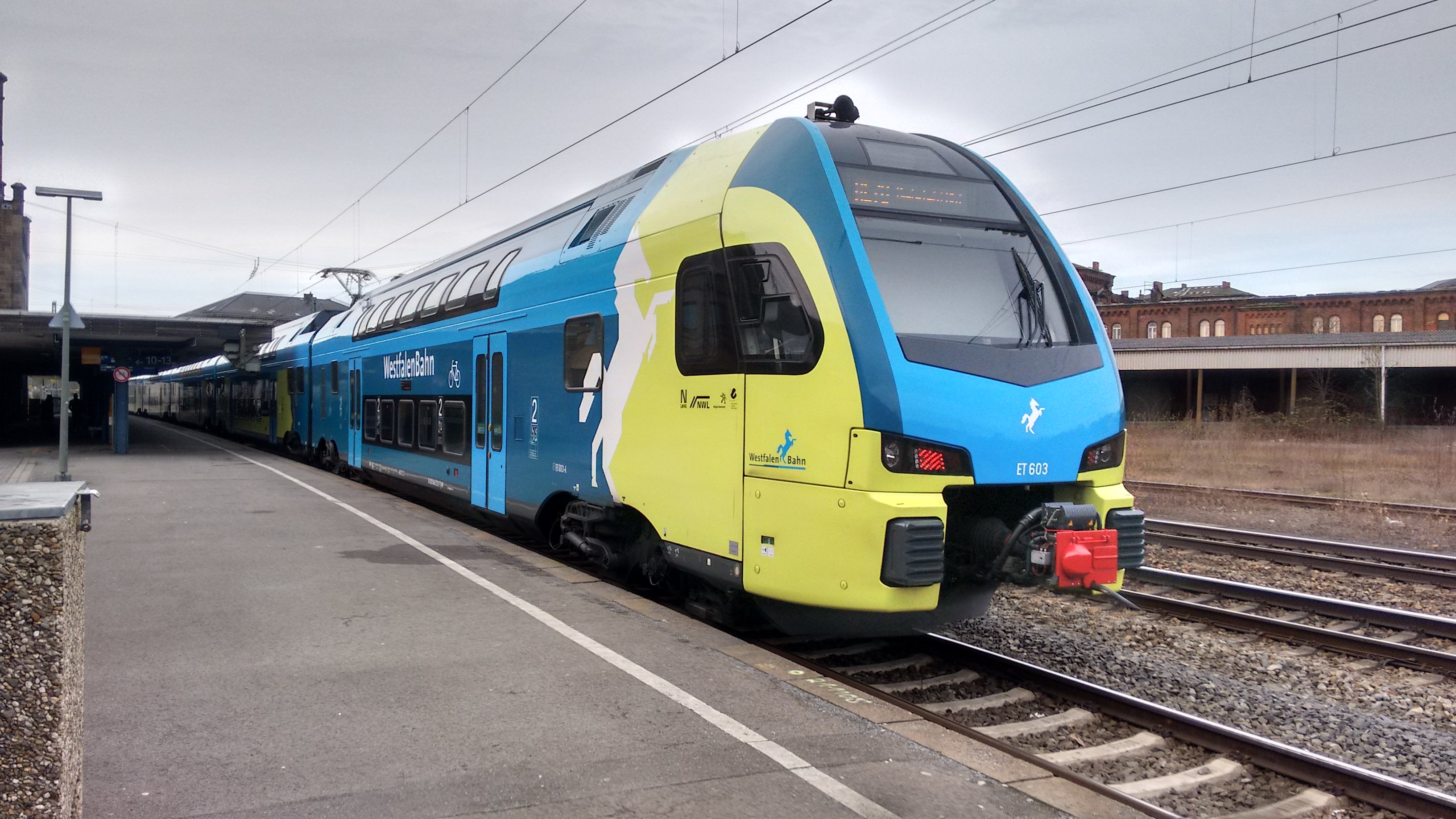
Triebzug ET 603 der Westfalenbahn als RE 70

Auf dem Streckennetz der Westfalenbahn werden elektrische Triebwagen des Herstellers Stadler Rail eingesetzt. Auf der Strecke Münster – Emden verkehren 15 vierteilige FLIRT 3 mit jeweils 215 Sitzplätzen und einer Höchstgeschwindigkeit von 160 km/h. Die Fahrzeuge werden auf der Strecke meist in Doppeltraktion eingesetzt. Auf der Strecke Bielefeld bzw. Rheine – Braunschweig setzt die Westfalenbahn insgesamt 13 sechsteilige Doppelstocktriebzüge des Typs Stadler Kiss mit jeweils 627 Sitzplätzen ein.
Beide Fahrzeugtypen besitzen Mehrzweckbereiche für Fahrradstellplätze, deren Kapazität im Sommer bei Bedarf erhöht werden kann.
Die 14 drei- und 5 fünfteiligen Stadler-FLIRT-Triebwagen, welche bis zum Fahrplanwechsel im Dezember 2017 im Teutoburger-Wald-Netz eingesetzt waren und 2007 vom Leasingunternehmen Angel Trains (heute AlphaTrains) beschafft wurden, hat der neue Betreiber Eurobahn übernommen. Das Innen- und Außendesign wurde nicht groß angepasst, lediglich wurde das Westfalenbahn Branding an den Zügen entfernt und an den Triebköpfen das Eurobahn Logo hinzugefügt.

## Verbünde / Tarife

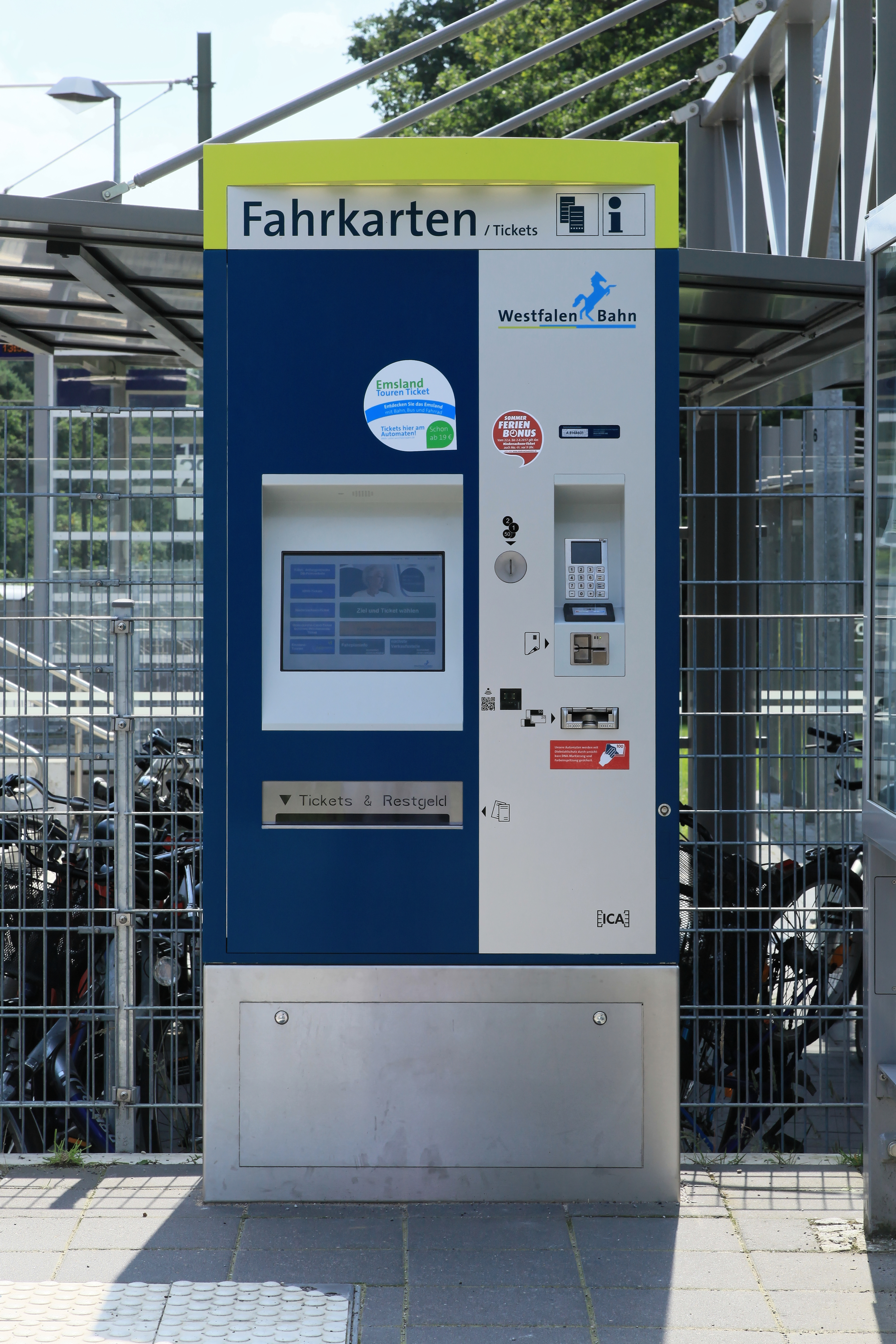
Fahrkartenautomat der Westfalenbahn

Das Westfalenbahn-Netz liegt vollständig im Gebiet des Niedersachsentarifs und mit Ausnahme des Streckenabschnitt Herford–Bielefeld im Geltungsbereich des Niedersachsen-Tickets. Innerhalb der Verbünde Westfalentarif, Großraum-Verkehr Hannover und Verkehrsverbund Region Braunschweig gelten deren Tarife. Bei längeren Fahrten kommen ggf. der NRW-Tarif oder der Deutschlandtarif zur Anwendung.

## Betriebshöfe
Das Bahnbetriebswerk (Bw) der Westfalenbahn befindet sich in Rheine auf dem Gelände der Firma Windhoff. Die Halle wurde von Windhoff gebaut und für zehn Jahre an die Westfalenbahn vermietet. Dort werden die 15 Stadler FLIRT für die Emsland-Linie RE 15 gewartet.
Für die Verkehre der Mittelland-Linien von Braunschweig nach Rheine (RE 60) und Bielefeld (RE 70) errichtete der damalige Westfalenbahn-Gesellschafter Mindener Kreisbahnen eine Wartungshalle in Minden. Die nicht mehr benötigte Stückguthalle wurde verlängert und ausgebaut, so dass eine 173 m lange Halle mit zwei Gleisen entstand. Diese als „Bahnbetriebswerk Minden II“ benannte Halle wird von den Mindener Kreisbahnen betrieben und an die Westfalenbahn vermietet und kostete rund 10 Millionen Euro. Seit Ende 2015 erfolgt hier die Wartung der 13 neuen sechsteiligen Doppelstocktriebwagen der Bauart KISS des Herstellers Stadler Pankow GmbH.
Abgestellt werden die Fahrzeuge zudem auch in Bielefeld, Braunschweig, Emden, Hannover, Meppen, Minden(Westf), Münster(Westf) und Rheine.

## Wissenswertes
Logo
Das im Logo der Westfalenbahn und auf den Fahrzeugen erscheinende stilisierte Pferd soll vermutlich das Westfalenpferd darstellen, ähnelt aber aufgrund des gesenkten Schweifs eher dem Niedersachsenross.
Zwischenfälle
Am 16. Mai 2015 ereignete sich in Ibbenbüren-Laggenbeck das schlimmste Unglück in der Geschichte der Westfalenbahn. Ein Traktor hatte seinen Gülleanhänger auf einem Bahnübergang verloren. Die sich nähernde Westfalenbahn konnte nicht ausreichend zeitig bremsen und rammte den Anhänger. Bei dem Unglück kamen zwei Menschen ums Leben: der Triebfahrzeugführer und eine 18-jährige Reisende.
Am 21. Januar 2022 kollidierte ein Zug der Westfalenbahn mit einem Bagger in Vöhrum. Der Zug blieb fahrfähig. Die Strecke war für mehrere Stunden nicht befahrbar.